# Masanori Morita
Masanori Morita (森田まさのり, Morita Masanori, Ritto, 22 december 1966) is een Japans mangaka. Hij is vooral bekend voor de mangareeksen Rokudenashi Blues en Rookies. Rokudenashi Blues werd onder meer verwerkt tot een anime en een live-action film. Aan het begin van zijn carrière werkte Masanori als assistent voor Tetsuo Hara (bekend van Hokuto no Ken). Hij maakte zijn debuut in 1984.
Het personage Mashiro Moritaka uit de manga Bakuman van Takeshi Obata en Tsugumi Oba is geïnspireerd door Masanori Morita.

## Oeuvre
- Rokudenashi Blues
- Rookies
- Beshari Gurashi
- HELLO BABY (samen met Takeshi Obata)
- Shibainu
- All the Way Down
- Bachi-Atari Rock
- Suberuwo Itowaxu

- Bibliothèque nationale de France: cb135602278 (data)
- International Standard Name Identifier: 0000 0000 0098 635X
- Bibliotheek van het Japanse parlement: 00267385
- Système universitaire de documentation: 052516148
- Virtual International Authority File: 49388696
- WorldCat: E39PBJxrX43pK8BMHxGjbHyw4q